# 天白村 (愛知県)
天白村（てんぱくむら）は、かつて愛知県愛知郡にあった村。現在の名古屋市東部に該当する。
名古屋市昭和区に編入後、旧・天白村の殆どの領域で名古屋市天白区が設置されている。村名は天白川に由来する。
天白川などの川沿いは比較的平地であるが、多くは丘陵地帯と田畑であり、米、麦、ニンジン（天白にんじん）の生産地であった。また、平針街道の宿場町「平針宿」でもあった。

## 沿革
- 江戸時代初期、この地域は尾張藩領、熱田神宮領、伝馬除地（免租地）であった。
- 1878年（明治11年） - 中根村、八事村、名古屋新田（一部）が合併し、弥富村となる。
- 1889年（明治22年）10月1日 - 野並村と島田村が合併し、島野村となる。
- 1906年（明治39年）5月10日 - 植田村、島野村、平針村、弥富村の一部[3]が合併し、天白村になる。
- 1928年（昭和3年）3月15日 - 名古屋市と境界変更が行われ、天白村の一部（旧・弥富村）が名古屋市南区弥富町[4]と中区広路町[5]に編入される。
- 1955年（昭和30年）4月5日 - 名古屋市に編入され、昭和区の一部となる。
- 1975年（昭和50年）2月1日 - 昭和区から分離。旧・天白村の地区が天白区として新設される[6]。

## 学校
- 天白村立天白小学校（現・名古屋市立天白小学校）
- 天白村立天白小学校野並分校（現・名古屋市立野並小学校）
- 天白村立八事小学校（現・名古屋市立八事東小学校）
- 天白村立平針小学校（現・名古屋市立平針小学校）
- 天白村立植田小学校（現・名古屋市立植田小学校）
- 天白村立天白中学校（現・名古屋市立天白中学校）

## 神社・仏閣
- 針名神社
- 八事神社
- 塩竈神社
- 御嶽神社
- 野並八劔社
- 島田神社
- 菅田神社
- 植田八幡社
- 徳林寺
- 観音寺
- 島田地蔵寺[7]
- 政林禅寺
- 大学院
- 仏地院
- 常楽寺

## その他
- 旧・天白村役場の建物は、1922年に愛知郡役所建物を移築したものであった。名古屋市編入後も使用され続け、1975年に天白区新設時には天白区役所となっている。1976年に現在の天白区役所が完成すると解体され、現在は天白信用農業協同組合事務所の敷地の一部となっている。
- 旧・天白村は名古屋市編入後に昭和区天白町となっている。1961年頃から土地区画整理組合が設立され、急速に開発が進んだ。1955年の人口が12,699人であったが、1975年に天白区が新設された際の人口は87,931人であり、約20年で人口は約7倍に増加したことになる。
- 1937年（昭和12年）に東山植物園が開園した当時、所在地は名古屋市ではなく旧・天白村であった。